# Ceresium lucidum
Ceresium lucidum là một loài bọ cánh cứng trong họ Cerambycidae.